# Antologia greca

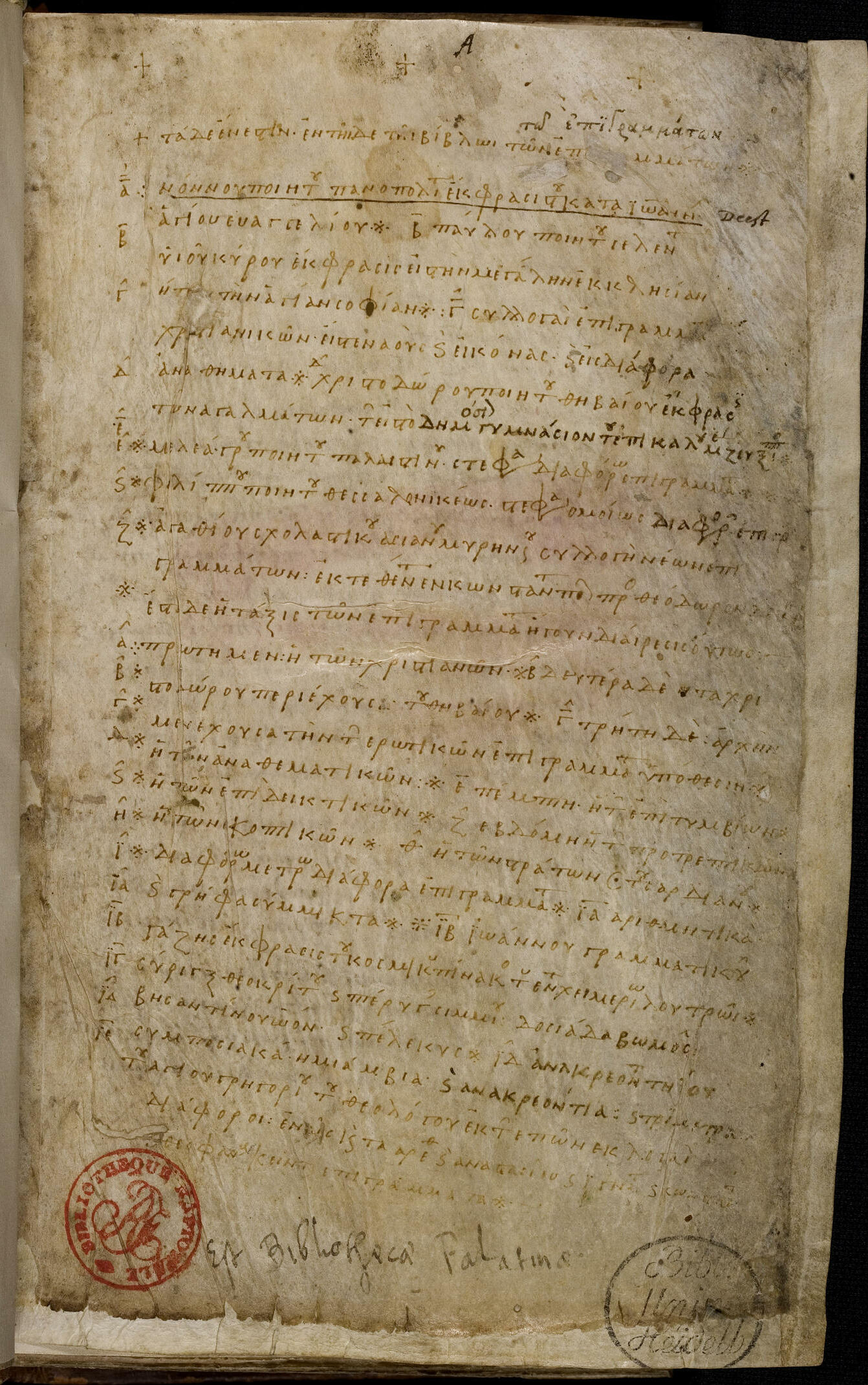
Pagina iniziale della Antologia Palatina, parte principale dell'Antologia greca. Scansione della Gesellschaft der Freunde Universität Heidelberg e. V.

L'Antologia greca (greco antico: Ἀνθολογία Ἑλληνική / Anthología Hellēnikḗ; latino: Anthologia Graeca) è una raccolta di poesie, principalmente epigrammi, che vanno dal periodo classico a quello bizantino della letteratura greca.
A volte è citata facendo riferimento all'Antologia Palatina, sebbene ci sia una differenza tra le due.

## Antologia greca e Antologia palatina
I nomi "Antologia greca" e "Antologia palatina" sono usati per riferirsi a questa raccolta, ma con due significati diversi.
Con il termine Antologia Palatina si intende il fondo così come ci è stato trasmesso dal manoscritto Codex Palatinus 23, conservato presso la Biblioteca Palatina di Heidelberg e, per le ultime pagine, presso la Biblioteca nazionale di Francia.
Il nome Antologia greca (in latino Anthologia Graeca) è usato invece per riferirsi più in generale ai testi, al di là della loro trasmissione attraverso il particolare manoscritto.
Così, nella storia, l'espressione "Anthologia Graeca" è stata utilizzata per designare l'Antologia Palatina arricchita da un'appendice riportante gli epigrammi presenti nell'Antologia di Planude, che non si trova nel Codice Palatino.